# Segunda batalla de Faluya
La Segunda batalla de Faluya, denominada Operación Al-Fajr (en árabe, el amanecer) y Phantom Fury (en inglés, furia fantasma), fue una ofensiva militar conjunta de las fuerzas estadounidenses, iraquíes y británicas, llevada a cabo durante los meses de noviembre y diciembre del 2004. Fue autorizada por el gobierno interino iraquí designado por los Estados Unidos y liderada por el Cuerpo de Marines en contra de los baluartes de la insurgencia iraquí existentes en Faluya. Está considerada como el momento álgido del conflicto en esta ciudad, durante el cual se dieron algunos de los más duros combates urbanos en que se hayan visto envueltos los marines desde la batalla de Hue (Vietnam, 1968), según dijeron los estadounidenses.
Fue la segunda gran operación militar realizada en Faluya, ya que en abril del 2004 se entabló la primera batalla de Faluya con el objetivo de capturar o matar a los insurgentes considerados responsables de acabar con un equipo de Blackwater. Cuando las fuerzas de la coalición (formadas principalmente por marines) luchaban en el centro de la población, el gobierno iraquí solicitó que el control de la ciudad fuera transferido a una fuerza de seguridad local dirigida por iraquíes, que comenzó a acumular armas y a construir complejos defensivos por toda la ciudad durante la mitad del 2004.
La población tenía unos 400.000 habitantes y un gran número de mezquitas, siendo llamada por esta razón Ciudad de las mezquitas. Los principales combates se sucedieron entre el 8 y el 19 de noviembre de 2004, siendo los más sangrientos de toda la guerra de Irak. Fue el primer gran combate de este conflicto, librado únicamente contra los insurgentes y no contra las fuerzas del antiguo gobierno iraquí baazista, que fue derrocado en el 2003.

## Antecedentes
En febrero de 2004 el control de Faluya y su área circundante dentro de la Gobernación de Ambar fue transferido de la 82.ª División Aerotransportada a la 1.ª División de Marines. Poco después, el 31 de marzo, cuatro contratistas militares estadounidenses pertenecientes a Blackwater fueron emboscados y muertos en la ciudad. Las imágenes de sus cuerpos mutilados fueron difundidas por todo el mundo.
El 4 de abril los marines lanzaron la Operación resolución vigilante con el objetivo de retomar el control de la ciudad de manos de los insurgentes. Pero el 28 de abril la dieron por finalizada al alcanzarse un acuerdo con la población local mediante el cual se comprometían a mantener a los insurgentes fuera de la población. A partir de entonces, la fuerza y capacidad de control de la insurgencia comenzó a aumentar hasta llegar a ser el 24 de septiembre unos 5000 hombres, muchos de ellos extranjeros, bajo las órdenes de Abu Musab al Zarqaui, que se había convertido en el objetivo prioritario de los EE. UU.

## Cronología
- 7 de noviembre de 2004: los marines se establecen en el norte de Faluya. La ciudad se encontraba bajo total control de la insurgencia, sin presencia estadounidense, desde el mes de abril, estimándose que había un gran número de trampas cazabobos y explosivos improvisados repartidos por el núcleo urbano.[13][16] Asimismo, habían sido instalados francotiradores en lugares elevados y fortificadas posiciones defensivas como preparación ante una gran ofensiva. Drones estadounidenses observaron a insurgentes entrenándose con fuego real dentro de la ciudad ante el inminente ataque.
- 8 de noviembre: se inicia la operación furia fantasma.
- 16 de noviembre: un portavoz estadounidense describe como aislados los puntos de resistencia en la ciudad.
- 23 de diciembre: las últimas bolsas de resistencia insurgente son neutralizadas. Tres marines y 24 insurgentes caen muertos en la última escaramuza.[17] La toma de Faluya se había convertido en la batalla más sangrienta de toda la guerra de Irak.

## Preparativos

### Fuerzas de la coalición

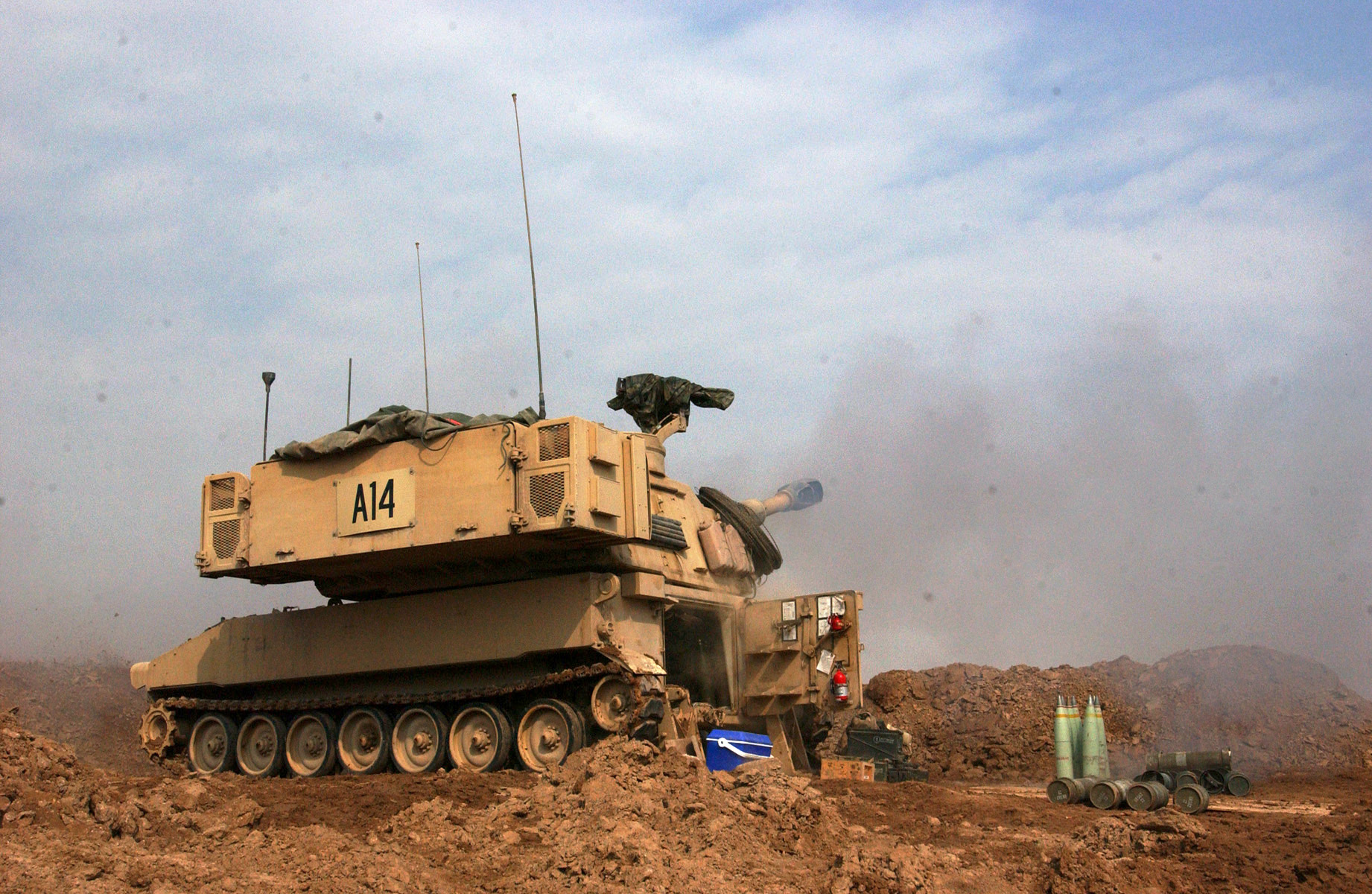
Un obús autopropulsado M109 dispara contra posiciones insurgentes durante la Segunda Batalla de Faluya.

Antes de comenzar su ataque, los efectivos estadounidenses e iraquíes establecieron puntos de control alrededor de la ciudad, con el objetivo de impedir la entrada en ella e interceptar a los insurgentes que intentaran escapar. Las unidades estadounidenses se vieron engrosadas por los intérpretes iraquíes que les asistirían durante la lucha. Tras semanas de resistir los ataques aéreos y los bombardeos de la artillería, los militantes escondidos en la ciudad parecían ser vulnerables a un ataque directo.
Los efectivos conjuntos de Estados Unidos, Irak y Reino Unido eran unos 13 500. Los estadounidenses habían congregado 6500 marines y 1500 soldados que tomarían parte en el asalto, además de unos 2500 miembros de la Armada en tareas de apoyo. Alrededor de 2000 soldados iraquíes les asistirían en el ataque. Todos ellos tendrían apoyo aéreo y artillero. Los 850 miembros de un batallón británico recibieron órdenes de cooperar con las fuerzas que rodeaban Faluya.

### Fuerzas insurgentes
En abril Faluya estaba defendida por alrededor de 500 militantes del "núcleo duro" y otros 2000 "a tiempo parcial". Para noviembre este número fue estimado en 3000, aunque un número significativo de sus líderes escaparon antes del ataque. Otros cálculos establecían entre 3000 y 4000 militantes, e incluso el doble de la cifra inicial.

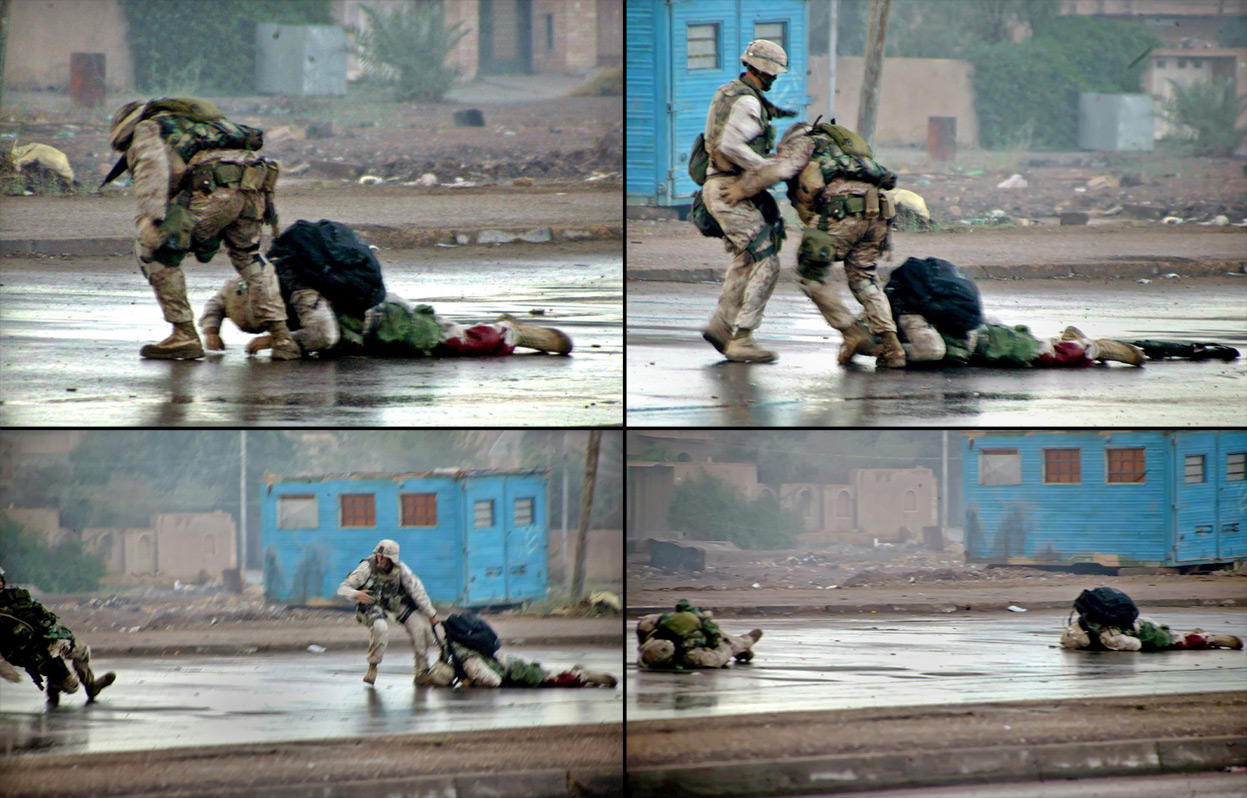
En esta serie de fotografías dos marines del batallón 1/8 intentan recuperar a un compañero herido por un francotirador que también le dispara a uno de los rescatadores.

Los insurgentes iraquíes y los muyahidines extranjeros establecieron defensas fortificadas anticipándose al ataque: cavaron túneles y trincheras, prepararon "nidos de araña", fabricaron y ocultaron una amplia variedad de IEDs. En algunas casas llenaron sus interiores oscurecidos con un gran número de botellas de propano, bidones de gasolina y municiones, todo ello conectado mediante cables a un interruptor remoto que podía ser pulsado por un insurgente cuando las tropas entraran en el edificio. Asimismo, bloquearon calles con barreras de hormigón, que incluso emplazaron en el interior de las casas para crear puntos fuertes detrás de los cuales pudieran protegerse para atacar las tropas que pudieran entrar. Los militantes estaban equipados con diverso armamento ligero avanzado, que incluía equipos capturados a los estadounidenses, tales como fusiles M14 y M16, chalecos antibalas, cascos y uniformes. Entre las trampas cazabobos que instalaron en edificios y vehículos se incluían puertas y ventanas conectadas mediante alambres a granadas y otras municiones. Anticipándose a la táctica estadounidense de tomar los tejados de los edificios altos, tapiaron muchas de las escaleras que conducían a éstos, creando pasos que conducían a campos de tiro por donde esperaban que los soldados pasaran.
Informes de inteligencia previos a la batalla daban cuenta de la posibilidad de que las fuerzas de la coalición se encontraran con combatientes chechenos, filipinos, saudíes, iraníes, libios y sirios, además de los nativos iraquíes. Estaban divididos en dos grupos: los chechenos, sudaneses e iraquíes en el norte y los árabes, sirios y pakistaníes en el sur.

### Presencia civil
Mientras tanto, la mayoría de la población civil de Faluya abandonó la ciudad. Los estadounidenses estimaron que entre el 70 y el 90% de sus 300 000 ciudadanos huyeron antes del ataque, quedando quizás unos 75 000 habitantes para cuando se iniciaron los enfrentamientos.

## La batalla

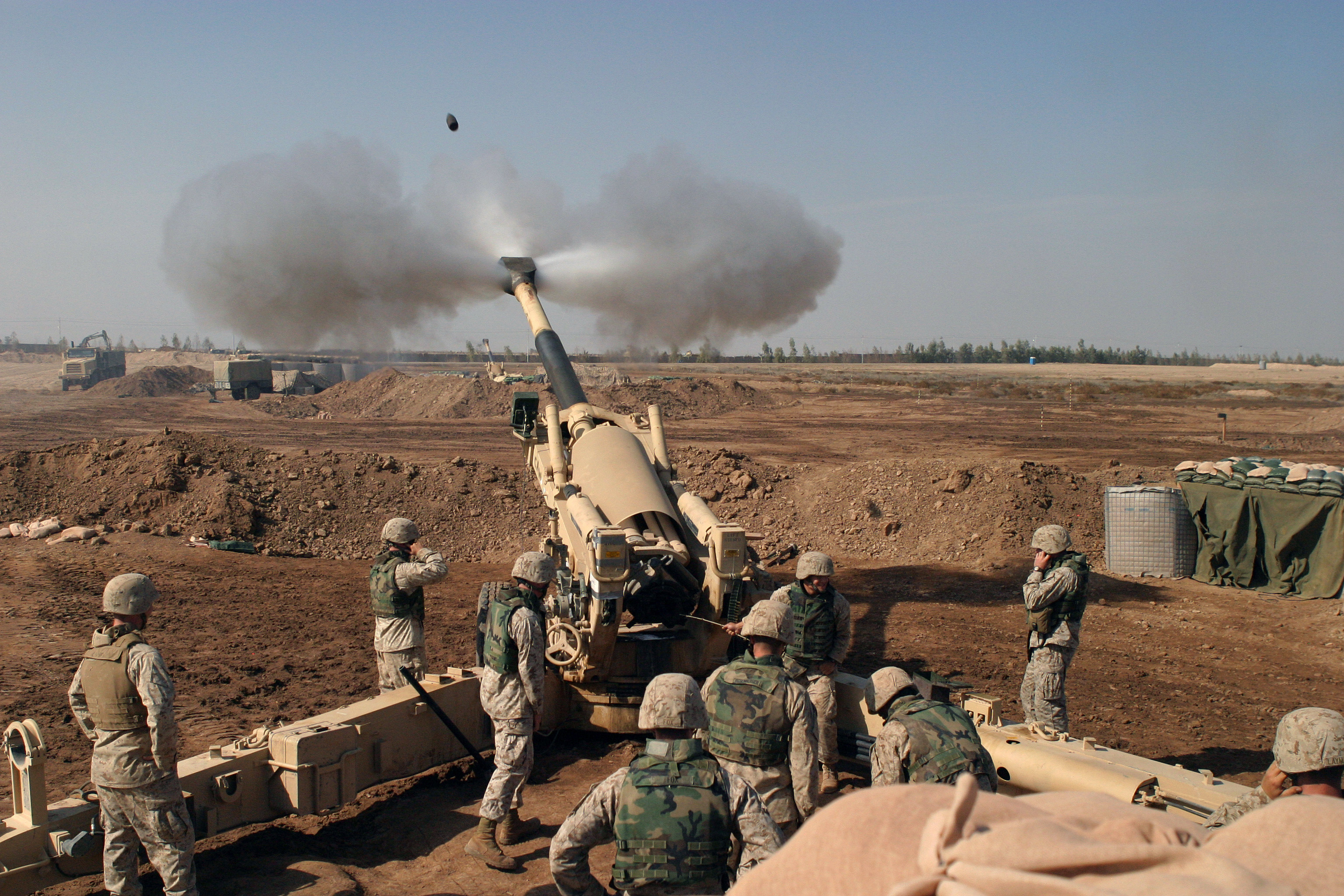
Marines disparando un obús M198 de 155mm, durante los combates.

En noviembre volvieron para tomar la ciudad definitivamente. El plan estadounidense era simple: sitiar la ciudad, avanzar con seis batallones desde el norte y empujar a los rebeldes hacia el sur, donde la artillería los destruiría. Para ello la ciudad fue cercada y se conminó a los civiles a salir de ella.

### Distracción
Las operaciones sobre el terreno comenzaron durante la noche del 7 de noviembre. Atacando desde el oeste y el sur, un batallón iraquí y diversas fuerzas estadounidenses capturaron el Hospital General de Faluya y las aldeas del lado opuesto del río Éufrates, a lo largo del límite occidental de la ciudad. Otras tropas bombardearon el sur de Faluya, mientras desde allí se dirigieron hacia el oeste para asegurar el control sobre el puente Jurf Kas Sukr. Estos ataques iniciales fueron una maniobra pensada para distraer y confundir a los insurgentes que dominaban la ciudad.

### Ataque
Después de que los ingenieros de la marina interrumpieran e inhabilitaran el sistema eléctrico en dos subestaciones localizadas al nordeste y noroeste de la ciudad se lanzó el ataque a lo largo de los límites de esta zona. Seis batallones de soldados y marines, moviéndose bajo la cobertura de la oscuridad nocturna, comenzaron el asalto en las primeras horas del 8 de noviembre amparados por una intensa barrera de fuego artillero y aéreo. Entre 10 000 y 15 000 soldados, con 2000 aliados iraquíes al mando del general Richard F. Natonski iniciaron su avance, para atacar después la principal estación de trenes, que fue usada como punto de reposo para las fuerzas siguientes. Para esa tarde y bajo la protección de una potente cobertura aérea, los marines penetraron en los distritos de Hay Naib al-Dubat y al-Naziza, siendo seguidos por los buldóceres blindados de la marina que limpiaron las calles de los escombros producidos en el bombardeo de la mañana.

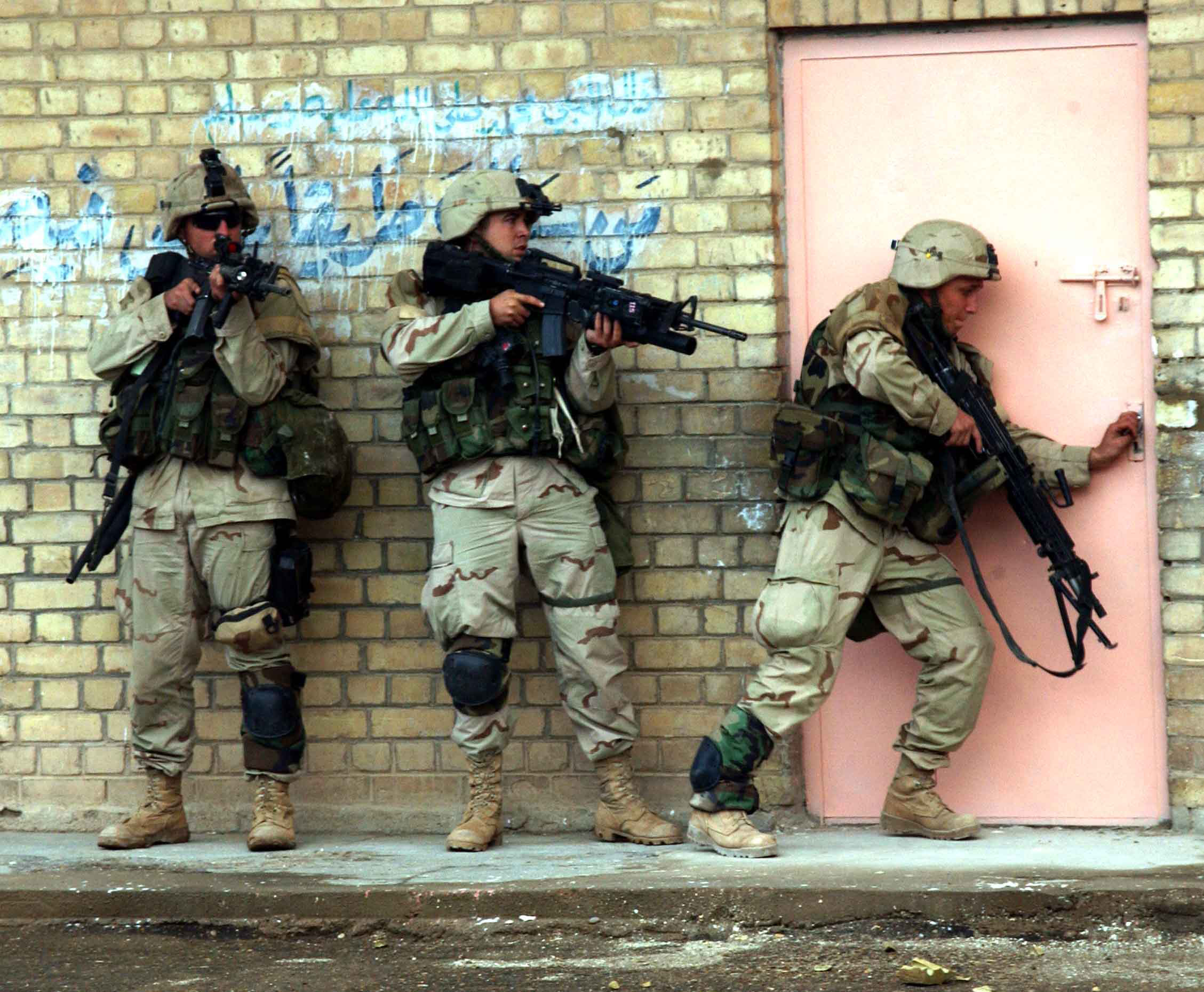
Soldados estadounidenses se preparan para entrar en un edificio durante los combates de Faluya.

Al día siguiente tomaron el noroeste de la ciudad y poco después del anochecer del 9 de noviembre informaron que habían alcanzado la Autopista 10 a su paso por el centro. El día 10 lo ocuparon, dedicándose luego a limpiar las manzanas de pisos situadas en su sector norte de bolsas de resistentes infiltrados. Tras encabezar el asalto a la difícil zona conocida como Distrito Jolan, el batallón 3/5 de los marines sufrió 19 muertos y 246 heridos, uno de los cuales murió a consecuencia de sus heridas en 2012.
Aunque para el 13 de noviembre la mayoría de la lucha había remitido, los marines continuaron haciendo frente a insurgentes aislados y escondidos por toda la ciudad. Para el 16 de noviembre, tras nueve días de lucha, la comandancia de los marines describía la acción como una limpieza de bolsas de resistencia. Ese día cruzaron al sector meridional y el 17 ocupaban la mayor parte de la ciudad menos el extremo sur que fue tomado el 19 de noviembre. Esporádicas luchas se sucedieron hasta el 23 de diciembre.
La batalla fue una verdadera guerra urbana, casa por casa, y para evitar bajas los estadounidenses destruyeron con aviones o tanques los edificios con insurgentes, aumentando de este modo las bajas civiles.
La actuación estadounidense estuvo sujeta a controversias: la agencia de noticias AP informó de que a los hombres que estaban en edad militar e intentaban abandonar la ciudad se les hizo volver atrás. Igualmente, el 16 de noviembre NBC News mostró unas imágenes en las que se veía a un marine asesinando a un luchador iraquí herido. En el vídeo se le escucha afirmar al soldado que el iraquí se está haciendo el muerto. La Armada determinó después que el marine "actuó en defensa propia".
Para finales de enero de 2005 las unidades de combate de los EE. UU. comenzaron a abandonar el área.

## Consecuencias

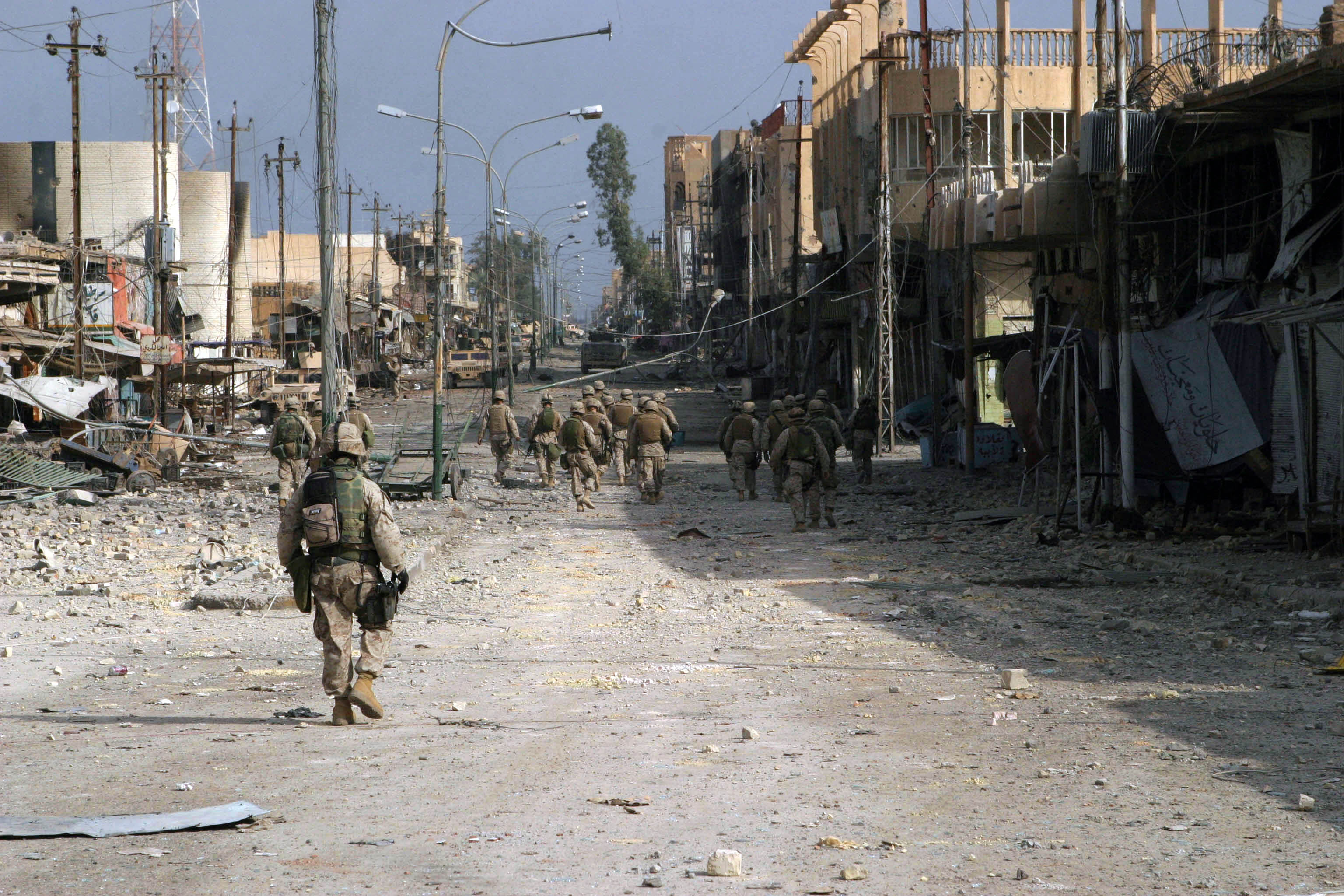
Patrulla conjunta iraquí-estadounidense en las calles de la ciudad. 15 de noviembre.

La batalla se convirtió en la más sangrienta de la guerra y de todas aquellas en las que hubieran participado tropas estadounidenses desde Vietnam. Se realizaron comparaciones con la batalla de Hue y la campaña del Pacífico de la Segunda Guerra Mundial. Las fuerzas de la coalición sufrieron un total de 107 muertos y 613 heridos durante toda la operación. De ellos, 95 de los fallecidos fueron estadounidenses, 8 iraquíes y 4 británicos, mientras que los heridos fueron respectivamente 560, 43 y 10. Las estimaciones de las bajas insurgentes son complicadas debido a la ausencia de datos oficiales. La mayoría cree que el número de milicianos muertos oscila entre 1200 y 1500, con algunos cálculos tan altos como 2000. Asimismo, las fuerzas de la coalición capturaron aproximadamente 1500 insurgentes durante la operación. Varios combatientes norteamericanos denunciaron que algunas unidades iraquíes desertaron en plena batalla.
La Cruz Roja calculó a su término que unos 800 civiles habían perdido la vida durante el ataque, aunque otras fuentes establecieron la cifra de 6000 muertos y otros tantos heridos. Según algunas estimaciones, fueron destruidas 36 000 viviendas, 9000 comercios, 65 mezquitas, 60 escuelas y toda la infraestructura de la ciudad. Otros calculan que de sus aproximadamente 50 000 edificios fueron destruidos entre 7000 y 10 000 y entre la mitad y dos tercios de los restantes presentaban daños considerables. La destrucción de una sesentena de mezquitas de las doscientas que había fue justificada aduciendo que muchas de ellas habían sido utilizadas como escondites de armamento y puntos fuertes por las milicias islámicas.
Como consecuencia de las dos batallas de Faluya, unos 200 000 residentes se convirtieron en desplazados internos que viven todavía en otros lugares de Irak. A mediados de diciembre a los residentes se les comenzó a permitir el retorno después de someterse a una identificación biométrica y de ser provistos de tarjetas identificatorias. Los lentos trabajos de reconstrucción consistieron básicamente en la limpieza de escombros en las áreas más castigadas y el restablecimiento de los servicios públicos básicos. Solo un 10% de los habitantes previos a la ofensiva habían vuelto para mediados de enero y un exiguo 30% para finales de marzo de 2005.

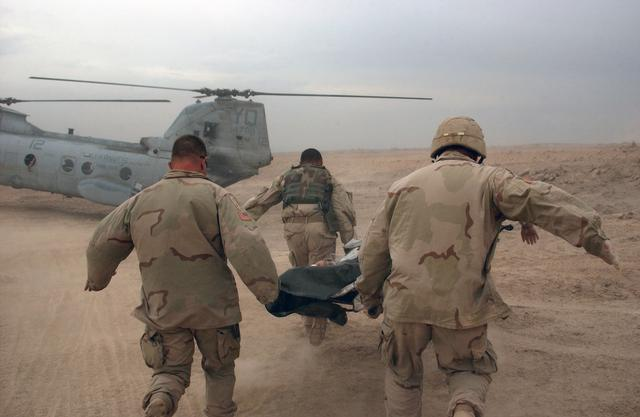
Soldados estadounidenses transportan a un herido hacia un helicóptero CH-46E Sea Knight en noviembre del 2004.

A pesar de todo, la batalla no llegó a ser el decisivo enfrentamiento que los militares estadounidenses habían esperado. Se cree que algunos de los insurgentes foráneos, incluido Zarqaui, habían huido antes del comienzo del asalto dejando detrás de ellos a los combatientes locales. Las operaciones militares posteriores contra las posiciones insurgentes no fueron efectivas en su intento de arrastrarlos hacia una batalla abierta y para septiembre de 2006 la situación se había deteriorado hasta el punto de que la provincia de Al Ambar estaba considerada por los marines bajo control total de la insurgencia, sobre todo su capital Ramadi y con la única excepción de la "pacificada" Faluya.
Después de la operación militar de noviembre el número de ataques insurgentes fue incrementándose gradualmente tanto dentro como en los alrededores de la ciudad, informándose de diversos atentados con IED contra las tropas iraquíes, aunque también se dijo que fueron pocos y espaciados entre ellos. Uno de los más significativos fue un ataque suicida con coche bomba contra un convoy que mató a seis marines e hirió a otros trece el 23 de junio de 2005. Catorce meses después los militantes eran capaces otra vez de operar en grandes números.
Una tercera ofensiva fue lanzada entre septiembre del 2006 y mediados de enero del 2007, la denominada "Tercera batalla de Faluya". Las tácticas desarrolladas durante ésta fueron luego aplicadas  a gran escala en Ramadi y su área circundante, en lo que fue llamado "el gran despertar suní". Después de cuatro años de dura lucha Faluya fue entregada al Ejército y la Autoridad provincial iraquíes durante el otoño del 2007.
Insurgentes suníes del Estado Islámico de Irak y el Levante, ligados a Al Qaeda, tomaron Faluya y partes de Ramadi a finales del 2013.

## Uso de fósforo blanco
El 10 de noviembre de 2004 el Washington Post informó que piezas de artillería estadounidense dispararon proyectiles con fósforo blanco (FB) para crear una pantalla de fuego. Los insurgentes comunicaron que habían sido atacados con una sustancia que derretía la piel, una reacción típica de las quemaduras de FB. El 26 de noviembre, el periodista empotrado Dahr Jamail informó igualmente que el FB había sido usado en la batalla.
El 9 de noviembre de 2005, la emisora Radiotelevisione Italiana emitió por televisión un documental titulado Faluya: La Masacre Escondida, en el cual denunciaba el uso de FB contra los milicianos y la población civil. Asimismo aseguran que se utilizaron bombas incendiarias Mark 77 en clara violación del Protocolo III del Convenio sobre Ciertas Armas Convencionales de 1980. 
El 16 de noviembre de 2005, BBC News comunicó que un artículo publicado en el número de marzo-abril de 2005 de la revista  Field Artillery (una publicación del ejército estadounidense), confirmaba la utilización de FB durante la batalla. De acuerdo con el artículo, escrito por tres oficiales, el FB resultó ser una munición "efectiva y versátil", utilizada al principio para crear pantallas y al final del combate como una "potente arma psicológica" contra insurgentes bien protegidos a los cuales no podían alcanzar con explosivos de alta potencia, en misiones bautizadas de "agitar y cocer" a los militantes.

## En la cultura popular
Documentales
- Faluya: la masacre escondida. Documental que presume el uso de fósforo blanco y bombas Mark 77 contra la población civil, por parte del ejército estadounidense.
- Occupation: Dreamland. Documental que sigue a soldados  del Regimiento de Infantería 505  de la 82 división aerotransportada al principio de 2004.
- Shootout!. Documental detallando varios combates de esta operación.
- And Then They Came Home. Documental acerca del periodo de transición entre los combates de Faluya y la vida civil.

Videojuegos
- Six Days in Fallujah
- Close Combat: First to Fight